# Бигильдино (Липецкая область)
Бигильдино — село в Данковском районе Липецкой области, центр Бигильдинского сельсовета.

## История
По В. П. Загоровскому, Бигильдино населено в 1669 г. драгунами «под Бигильдинским верхом», от которого получило название. Здесь верх — верховье оврага.
В начале XX века Бигильдино (Сурки тож) село Рязанской губернии Данковского уезда, в 12 верстах к северу от г. Данков, на р. Дон и большой дороге из г. Данкова в Скопин. Административный центр Бигильдинской (Сурковской) волости.

## Население
| 1859 | 1897  | 1906  | 2010 |
| ---- | ----- | ----- | ---- |
| 2543 | ↗3081 | ↗3325 | ↘943 |

## Известные уроженцы
- В 1871 году в семье священника Богоявленской церкви и законоучителя Бигильдинского народного училища Александра Васильевича Кочурова и его жены Анны Николаевны родился будущий протоиерей Иоанн Кочуров. Убит 13 ноября (н.с.) 1917 г. Канонизирован как новомученик Архиерейским Собором Русской Православной Церкви в 1994 году.
- В 1862 году родилась София Александровна Кочурова (родная сестра Ивана Александровича). Герой Труда, земский врач. Скончалась в 1935 году. Похоронена в с. Сушигорицы Весьегонского уезда. В п. Сандово Тверской области установлен памятник С.А. Кочуровой.
- В 1874 году в этой же семье родился Владимир Александрович Кочуров, военный врач и оперный певец, известный под псевдонимом Владимир Томский. Пел с Ф. И. Шаляпиным на одной сцене. За участие в Первой мировой войне награжден орденами св. Станислава 3-й степени с бантом и св. Анны 3-й степени. Умер в 1932 году. Похоронен в Пятигорске. Его сын Юрий Владимирович Кочуров (1907—1952) стал известным ленинградским композитором. Написал музыку к художественному фильму «Юность поэта» и другие произведения.
- В 1871 году в семье Запольского Николая Никитича и Софьи Васильевны родилась будущая первая российская женщина-алгебраист Запольская Любовь Николаевна (двоюродная сестра Кочуровых). Умерла 3 ноября 1943 года. Похоронена в Рязани на Скорбященском кладбище.
- Советская балерина, ведущая солистка Большого театра СССР (1955 - 1977 г.г.), заслуженная артистка РСФСР Лариса Борисовна Дмитриева (р. 1937 г.). После окончания карьеры балерины трудилась педагогом-хореографом в столичной школе-студии МХАТ (учёное звание профессор), преподавая будущим актёрам специальную дисциплину танец. Является постановщиком танцев в картинах "Гардемарины, вперёд" (1987)  и "Графиня Шереметьева" (1994), исполнив в последнем и одну из драматических ролей. Кавалер медали ордена "За заслуги перед Отечеством Il степени" (1998).